# Vasco da Cruz
Vasco da Cruz (* 1960 oder 1961) ist ein ehemaliger Führer der pro-indonesischen Miliz Mahidi im damals von Indonesien besetzten Osttimor.
Cruz war von 1983 bis 1993 Polizeichef des Subdistrikts Zumalai. Danach wurde er Administrator von Zumalai und behielt den Posten auch, nachdem er im Februar 1999 Regionalchef der Miliz Mahidi in Zumalai geworden war. Zumalai gehörte damals zum Distrikt Ainaro, wo die Mahidi unter der Führung von Câncio de Carvalho die Hauptmiliz bildete. Cruz war aber auch im Distrikt Cova Lima aktiv, zu dem Zumalai noch in der portugiesischen Kolonialzeit gehört hatte. Hier arbeitete er auch mit dem Militärdistriktschef Oberstleutnant Ahmad Masagus und der erst im April gegründeten Miliz Laksaur zusammen.
Seit der Ankündigung des Unabhängigkeitsreferendums in Osttimor am 27. Januar 1999  durch den indonesischen Präsidenten Bacharuddin Jusuf Habibie wurden durch die Mahidi mehrere Unabhängigkeitsbefürworter ermordet. Unter Führung von Carvalho und Cruz griffen Mahidi-Milizionäre zwischen dem 11. und 13. April 1999 im Suco Beco Universitätsstudenten an und misshandelten sie. Die Studenten hatten gemeinnützige Arbeit geleistet, doch die Milizionäre behaupteten, dass sie Gelder für die Unabhängigkeitsbewegung Conselho Nacional de Resistência Timorense (CNRT) gesammelt hätten. Ein Student starb und wurde von den Milizionären verscharrt. Zwei weitere Studenten verschwanden.
Laut indonesischer Militärquellen soll Cruz am 30. Juni 1999 ein Waffenstillstandsabkommen für Cova Lima mit der regionalen Forças Armadas de Libertação Nacional de Timor-Leste (FALINTIL), dem bewaffneten Arm der Unabhängigkeitsbewegung, unterzeichnet haben.
Am 4. September 1999 wurde das Ergebnis des Wahlgangs vom 30. August 1999 zugunsten der Unabhängigkeitsbefürworter bekanntgegeben. Nur wenige Stunden danach begannen Laksaur-Miliz und indonesische Sicherheitskräfte die Bevölkerung anzugreifen und Häuser niederzubrennen. Um die 6000 Einwohner Cova Limas und Zumalais flohen in die Distriktshauptstadt Suai, viele von ihnen campierten bei der Kirche. Am 5. September schlossen sich Mahidi-Milizionäre unter Cruz den Milizionären der Laksaur an und fingen an, die Flüchtlinge zu bedrohen. Am 6. September griffen die beiden Milizen, Soldaten und Polizisten die Flüchtlinge in der Kirche an. Die indonesischen Untersuchungskommission für Menschenrechtsverletzungen in Osttimor (KPP-HAM) gibt die Zahl der Ermordeten mit „mindestens 50“ an. Andere Schätzungen gehen von mehr als 200 Todesopfern aus.
Cruz wird im Überblick des Berichts der KPP-HAM für seine Beteiligung am Massaker in Suai erwähnt. Im Abschlussbericht fehlt sein Name, erscheint aber im Anhang der Mitgliedsliste der Miliz. Die indonesische Generalstaatsanwaltschaft führte ihn bis April 2001 auf ihrer Anklageliste. Dann wurde sein Name gestrichen, weil Milizionäre, die als Zeugen (namentlich Maternus Bere und Egidio Manek) fungieren hätten können „nicht gefunden werden konnten“. Auf der Anklageliste der indonesischen Generalstaatsanwaltschaft wurde er im April 2000 gestrichen, weil andere Milizionäre (namentlich Maternus Bere und Egidio Manek von der Laksaur) „nicht gefunden werden konnten“.
Am 28. Februar 2003 wurde Cruz in Abwesenheit vor den Special Panels for Serious Crimes angeklagt. Die Anklage lautete auf die schwere Folterung von fünf vermeintlichen Unabhängigkeitsbefürwortern in seinem Haus, das zugleich das lokale Hauptquartier der Mahidi-Miliz war, zu verschiedenen Zeiten im März und April 1999. Eines dieser Opfer wurde erschossen.